# Holčovice
Holčovice jsou obec ležící na severu okresu Bruntál na říčče Opavici. První osídlení se datuje do 14. století. Obec leží v nadmořské výšce 473 m (obecní úřad) v podhůří Nízkého Jeseníku. Má 721 obyvatel.

## Poloha
Obec Holčovice sousedí na severozápadě s Heřmanovicemi, na severovýchodě a východě s Městem Albrechtice, na jihovýchodě s Hošťálkovy, na jihozápadě s Karlovicemi a na západě s Vrbnem pod Pradědem. Od okresního města Bruntál je vzdálena 19 km a od krajského města Ostrava 67,5 km.
Geomorfologicky patří Holčovice k provincii Česká vysočina, subprovincii Krkonošsko-jesenické (Sudetské), oblasti Jesenické (Východosudetské). Severně od Opavice se jedná o geomorfologický celek Zlatohorská vrchovina, podcelek Hynčická hornatina, jižně od Opavice a západně od Kobylího potoka se jedná o geomorfologický celek Hrubý Jeseník, podcelek Medvědská hornatina, východně od něj pak o geomorfologický celek Nízký Jeseník, podcelek Brantická vrchovina. Nejhornatější je západní cíp území – Spálené – a nejvyšším bodem je Jedlová (875/874 m n. m.) na hranici s Heřmanovicemi; dalšími vrcholy jsou např. Komora 833 m n. m., Smrčník 791/789 m n. m. a Špičák 763/762 m n. m., všechny rovněž na hranicích s Heřmanovicemi, Jelení vrch (874 m n. m.) na hranici s Vrbnem nad Pradědem, dále Rokytník (818/816 m n. m.) a Na Spáleném (794/793 m n. m.), v jiných částech obce pak Moravský kopec (782 m n. m.), Komorský vrch (738 m n. m.), Na Skále (695,9 m n. m.).
Území Holčovic patří do povodí Odry, resp. Opavy. Hlavním tokem obce je v několika záhybech ze západu na východ směřující řeka Opavice. Do ní se vlévá několik menších toků, např. zprava potoky Ptáčník, Tisová a Dolnoholčovický potok, zleva Komorský potok. V Horních Holčovicích pramení Kobylí potok (Kobylka), který protéká Jelením a pokračuje na jih do Karlovic, kde se vlévá do Opavy.
Území obce pokrývá z 31 % zemědělská půda (1,5 % orná půda, 28 % louky a pastviny), z 62,5 % les a z 6,5 % zastavěné a ostatní (např. průmyslové) plochy.
Ve vsi Holčovice se nachází rekreační areál Zlatá Opavice.

## Části obce
- Holčovice (k. ú. Holčovice)
- Dlouhá Ves (k. ú. Dlouhá Ves)
- Hejnov (k. ú. Hejnov)
- Jelení (k. ú. Jelení u Holčovic)
- Komora (k. ú. Komora)
- Spálené (k. ú. Spálené)

## Název
Jméno Holčovice bylo odvozeno od osobního jména Holčě (starší tvar Holča, domácká podoba jména Holek nebo Holec) a znamenalo "Holčovi lidé". Německé jméno Hillersdorf ("Hillerova ves"), poprvé doloženo 1720, bylo dáno bez souvislosti s českým.

### Názvy existujících a zaniklých částí
- Česky Holčovice, německy Hillersdorf,[6] polsky Holczowice.
  - Česky Dolní Holčovice, německy Nieder-Hillersdorf.
  - Česky Horní Holčovice, německy Ober-Hillersdorf.
- Česky Dlouhá Ves, německy Langendorf,[7] polsky Długa Wieś.
- Česky Hejnov, německy Heindorf, polsky Heinów, Hejnów.
- Česky Jelení (1869-1880 Hiršperk, 1921-194? Hyršperk), německy Hirschberg,[7] polsky Jelenie.
  - Česky Nová Samota, německy Neue Einschicht.
  - Česky Zadky, německy Hinterwinkel.
- Česky Komora, německy Kammer.
  - Česky Nová Komora, německy Neukammer (1890 Neu-Kammer).[8]
  - Česky Stará Komora, německy Altkammer (1890 Alt-Kammer).[8]
- Česky Spálené (1880 Kuttelberk, 1930-194? Kutlberk, "Spálence"), německy Kuttelberg.[7]

## Historie

### Starší dějiny
Není známo, kdy přesně byly Holčovice založeny. První písemná zmínka o obci je v listině z 18. dubna 1377 o prvním dělení opavského knížectví po smrti knížete Mikuláše II. Jedna část knížectví nese jméno Luttendorff, o níž se dnešní badatelé domnívají, že je pojmenování tehdejší Holčovic. Další zmínky o Holčovicích jsou z let 1478 a 1558, kde jsou Holčovice jmenovány jako stará zpustlá obec a její obyvatelé žádají Albrechta Supa z Fulštejna, aby jim povolil obnovit zpustlou obec. Učinil to s řadou výhod, například dědičné právo pro rychtáře a zproštění od robotní povinnosti. Hned v roce 1559 byl rychtářem ustanoven Kryštov Lampert.
V dalších letech dochází k rozvoji Holčovic. Panství několikrát změnilo majitele. Roku 1774 byl dostavěn římskokatolický kostel zasvěcený Neposkvrněnému početí Pany Marie. Zvon Maria z r. 1607 byl přenesen na jeho věž. V roce 1783 byl dokončen evangelický kostel, roku 1784 byla postavena evangelická škola a při ní ustanoven učitel a konečně roku 1786 byla postavena evangelická fara. Na konci 19. století byla v obci otevřena četnická stanice (1879) a obvodní lékařská stanice (1889). V roce 1892 byl zahájen provoz ve vodoléčebném ústavu J. Stefanitsche. Zdejší vodoléčebné procedury dále rozvíjel a proslavil lázeňský Ernst Hoffmann.

### Moderní Holčovice
Po uzavření Mnichovské dohody 29. září 1938 byly Holčovice odstoupeny Německu. Obec osvobodila ráno 5. května 1945 bez bojů postupující Rudá armáda. Po odsunu Němců byly Holčovice znovu osídleny českým obyvatelstvem. Počet obyvatel však nikdy nedosáhl ani třetiny počtu obyvatel před válkou. Mnoho domů tak bylo neobydleno a čekala je demolice. Jen v průběhu padesátých let bylo ve všech místních částech Holčovic zbouráno celkem přes 330 domů. Některé chalupy zakoupili obyvatelé především Opavy a Ostravy a začali je využívat k rekreaci. Ve zbylých domech Horních Holčovic byla v roce 1951 zřízena protialkoholní léčebna, která je detašovaným pracovištěm psychiatrické léčebny v Opavě.
Zbouráním evangelického kostela v prosinci 1974 přišly Holčovice o jednu ze svých historických památek. Z evangelického hřbitova zbylo kamenné schodiště vedoucí k bráně a několik náhrobků. Stejný osud stihl také evangelický kostel ve Spáleném. Nová bytová výstavba se rozběhla až v 70. letech. Obyvatelé pracovali v místních provozovnách a podnicích: státním statku, lesním závodě, Dřevoslohu, pile, zotavovně ROH Zlaté Opavici aj. Dobré autobusové spojení umožňovalo dojíždění za prací do Vrbna pod Pradědem, Města Albrechtic a Krnova.
Po listopadové revoluci roku 1989 byl společenský život obce negativně poznamenán postupným ukončením činnosti dosavadních organizací. Probíhající ekonomická reforma přinesla zhoršení životní úrovně, nezaměstnanost a snížení dopravní obslužnosti. Na druhou stranu se v obci rozvíjí soukromé podnikání.

### Povodeň v roce 1997
Událostí, jež hluboce zasáhla do života nejen obce, ale celého regionu, byla povodeň roku 1997. V neděli 6. července se ve večerních hodinách po dlouhotrvajících deštích řeka vylila z břehů. Voda zničila devět rodinných domů, 15 jich poškodila a jiné zatopila až do poloviny oken. Živel vzal tři mosty, 11 lávek a místy smetl státní silnici, čímž bylo přerušeno spojení s okolím, zásobovalo se pak přes Českou Ves. Odhad celkových škod se pohyboval kolem 120 milionů Kč, musela být provedena demolice osmi domů. Katastrofa takových rozměrů nepostihla obec poprvé, ale již vícekrát v minulosti; např. na začátku 20. století, v roce 1903, též na začátku července.

## Vývoj počtu obyvatel
Počet obyvatel celé obce Holčovice podle sčítání nebo jiných úředních záznamů:
| Rok            | 1869 | 1880 | 1890 | 1900 | 1910 | 1921 | 1930 | 1950 | 1961 | 1970 | 1980 | 1991 | 2001 |
| -------------- | ---- | ---- | ---- | ---- | ---- | ---- | ---- | ---- | ---- | ---- | ---- | ---- | ---- |
| Počet obyvatel | 5751 | 5307 | 4941 | 4538 | 4199 | 3733 | 3683 | 886  | 1130 | 978  | 856  | 678  | 746  |

1. ↑  z toho: 13 Čechoslováků, 3622 Němců; 1333 řím. kat., 2346 evang.
2. ↑  z toho: 662 Čechů, Moravanů a Slezanů, 56 Slováků, 5 Němců, 3 Poláci; 158 řím. kat., 3 čsl. hus., 3 evang., 482 bez vyzn.

V celé obci Holčovice je evidováno 569 adres : 464 čísel popisných (trvalé objekty) a 105 čísel evidenčních (dočasné či rekreační objekty). Při sčítání lidu roku 2001 zde bylo napočteno 393 domů, z toho 184 trvale obydlených.
Počet obyvatel samotných Holčovic (Horních a Dolních) podle sčítání nebo jiných úředních záznamů:
| Rok            | 1869 | 1880 | 1890 | 1900 | 1910 | 1921 | 1930 | 1950 | 1961 | 1970 | 1980 | 1991 | 2001 |
| -------------- | ---- | ---- | ---- | ---- | ---- | ---- | ---- | ---- | ---- | ---- | ---- | ---- | ---- |
| Počet obyvatel | 1896 | 1684 | 1643 | 1521 | 1414 | 1235 | 1238 | 349  | 362  | 378  | 411  | 342  | 377  |

1. ↑  z toho: Dolní Holčovice 1053, Horní Holčovice 185
2. ↑  z toho: 12 Čechoslováků, 1200 Němců; 463 řím. kat., 773 evang.

V samotných Holčovících je evidováno 173 adres: 154 čísel popisných (trvalé objekty) a 19 čísel evidenčních (dočasné či rekreační objekty). Při sčítání lidu roku 2001 zde bylo napočteno 109 domů, z toho 76 trvale obydlených.

## Pamětihodnosti
- Zvonička
- Venkovský dům čp. 50
- Bývalá evangelická fara
- Kostel Neposkvrněného početí Panny Marie
- Venkovský dům

## Významní rodáci
Ernst Erich Metzner (*1938), německý spisovatel